# Nāḩiyat Markaz ath Thawrah
Nāḩiyat Markaz ath Thawrah (arabiska: ناحية مركز الثورة) är ett subdistrikt i Syrien.   Det ligger i provinsen ar-Raqqah, i den centrala delen av landet, 300 km nordost om huvudstaden Damaskus.
Trakten runt Nāḩiyat Markaz ath Thawrah är ofruktbar med lite eller ingen växtlighet. Runt Nāḩiyat Markaz ath Thawrah är det ganska tätbefolkat, med 83 invånare per kvadratkilometer.